# Markaz Diyarb Najm
Markaz Diyarb Najm (arabiska: مركز ديرب نجم, ديرب نجم) är en region i Egypten.   Den ligger i guvernementet ash-Sharqiyya, i den norra delen av landet, 80 km norr om huvudstaden Kairo.